# 케니 귄
케네스 캐롤 귄(Kenneth Carroll Guinn, 1936년 8월 24일 ~ 2010년 7월 22일)은 미국의 정치인으 제27대 네바다 주지사를 지냈다.

## 학력
- 캘리포니아 주립 대학교 프레즈노 인문사회 학사
- 캘리포니아 주립 대학교 프레즈노 인문사회 석사
- 유타 주립 대학교 교육과학 박사

## 경력
- 1994 ~ 1995 네바다 대학교 라스베이거스 총장 권한대행
- 1999.01 ~ 2007.01 제27대 네바다 주지사

## 역대 선거 결과
| 선거명      | 직책명        | 대수 | 정당   | 득표율 | 득표수    | 결과 | 당락               |
| ----------- | ------------- | ---- | ------ | ------ | --------- | ---- | ------------------ |
| 1998년 선거 | 네바다 주지사 | 27대 | 공화당 | 51.63% | 223,892표 | 1위  | 네바다 주지사 당선 |
| 2002년 선거 | 네바다 주지사 | 27대 | 공화당 | 68.24% | 344,001표 | 1위  | 네바다 주지사 당선 |